# Лист, Эмануэль
Эмануэль Лист (нем. Emanuel List, наст. фамилия Флайсиг, нем. Fleissig; 1888—1967) — австрийский и американский оперный певец (бас) еврейского происхождения.

## Биография
Сын портного. Начинал сопранистом в хоре мальчиков. Гастролировал по Европе в составе комического вокального квартета. Переехав вместе с семьёй в США, участвовал в водевилях, бурлесках; одновременно занимался вокалом с Йосайей Зуро. В 1920 вернулся в Вену.
В 1922 дебютировал на сцене Венской народной оперы в партии Мефистофеля («Фауст» Ш. Гуно), затем пел в Берлинской государственной опере (1925—1933). Также выступал в Ковент-Гардене (1925; 1934—1936), на Зальцбургском фестивале (1931—1935) и на Байрёйтском фестивале (1933).
В 1933 вынужденно уехал в США, где долгое время был солистом Метрополитен-опера (1933—1948; 1949—1950). В 1950 вернулся в Берлинскую оперу. В 1952 оставил сцену и переехал в родной город.
Известен прежде всего как один из лучших центральных / низких басов в вагнеровском репертуаре: король Марк («Тристан и Изольда»), Фафнер, Хундинг, Хаген («Кольцо нибелунга»), Погнер («Нюрнбергские мейстерзингеры»). Среди других партий — Осмин («Похищение из сераля»), Командор («Дон Жуан»), Рокко («Фиделио»), Рамфис («Аида»), барон Окс («Кавалер розы»)